# Casa de la Cultura (les Borges Blanques)
La Casa de la Cultura és una obra del municipi de les Borges Blanques (Garrigues) inclosa en l'Inventari del Patrimoni Arquitectònic de Catalunya.

## Descripció
És un edifici situat a l'extrem sud-est del passeig de Terrall, tancant un dels seus límits. La planta de l'edifici està condicionada per l'emplaçament, s'estructura en dues ales de dos pisos cadascuna. L'ala dreta és la part noble de l'edifici, on hi ha la biblioteca comarcal a la planta baixa i la sala d'actes a la superior. A l'ala esquerra, hi ha espais dedicats a exposicions, cursos i altres serveis.
L'accés a l'edifici es fa per la façana del Terrall, a través de l'ala esquerra. La coberta és de tela asfàltica i grava, plana a la zona esquerra i a dues vessants inclinades cap a dins a la dreta. Resseguint l'edifici trobem una àmplia cornisa plana. Tot l'edifici està recobert amb lloses de marbre. Potser un dels elements més característic són les seves finestres, de tipus vertical, ocupen la major part del mur; entre aquestes hi ha una sèrie d'esgrafiats a la façana de ponent fets per A. Ciruela, F. Zarraluqui i Carme Benet.
Concretament n'hi ha deu de disposats en dos registres. Simbolitzen al·legories de les diverses manifestacions culturals: veiem la llegenda amb Sant Jordi i el drac; la filosofia amb els grecs; la literatura amb els clàssics; el saber monàstic amb uns monjos; les arts liberals (música, dansa, poesia i teatre) amb muses; el cant representat per una coral; i per acabar, les belles arts, amb l'artista i la seva model. Un element iteratiu a totes les composicions és l'oreneta, segons Benet, és l'au que se'n va però sempre torna; és símbol de l'aportació constant de nous matisos a la cultura.
Tècnicament estan elaborats en esgrafiat, tenen dues tintes, verd i ocre, amb la base del blanc de la calç. Pel que fa a les formes compositives, segueixen la línia de l'autora, no representa trets físics concrets a les figures perquè tothom s'hi pugui veure plasmat o identificat.

## Història
La casa de la cultura és principalment la seu de la biblioteca pública de la ciutat. Es construí el 1978 on hi havia un antic quiosc, tot i que no és la primera biblioteca de la ciutat. En temps de la Mancomunitat, es va determinar construir a la plaça del Terrall, la Biblioteca Popular, inaugurada el desembre de 1918. Sembla que fou un centre força dinàmic on s'hi feien audicions literari-musicals, conferències, cursos i sessions infantils de literatura catalana i història de Catalunya. Cap als anys seixanta, l'activitat del Centro Nacional de Lectura, feu que la població gaudís d'una sala de lectura. Actualment és la Biblioteca Comarcal Marquès Olivart.